# Trichogramma mwanzai
Trichogramma mwanzai är en stekelart som beskrevs av Schulten och Feijen 1982. Trichogramma mwanzai ingår i släktet Trichogramma och familjen hårstrimsteklar.
Artens utbredningsområde är Malawi. Inga underarter finns listade i Catalogue of Life.